# Thollon-Stummelaffe
Der Thollon-Stummelaffe oder Tshuapa-Stummelaffe (Piliocolobus tholloni) ist eine Primatenart aus der Gruppe der Stummelaffen. Er wird erst seit 2001 als eigenständige Art anerkannt, benannt wurde sie nach dem französischen Botaniker und Tiersammler François-Romain Thollon.

## Merkmale
Diese Primaten sind wie alle Stummelaffen schlank gebaute Tiere mir langem Schwanz, der Daumen ist als Anpassung an die baumbewohnende Lebensweise zurückgebildet. Das Fell ist am Rücken rötlich-grau gefärbt, der Kopf ist dunkel, der Bauch hellgrau und die Gliedmaßen rot.

## Verbreitung

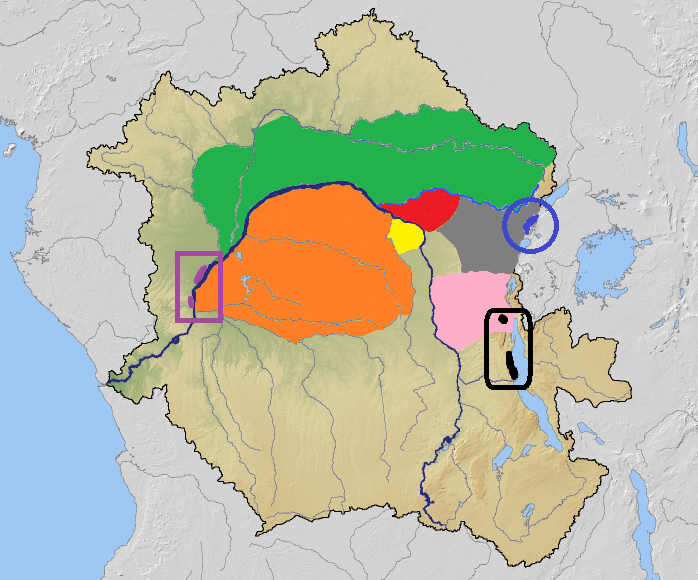
Orange, das Verbreitungsgebiet des Thollon-Stummelaffen

Thollon-Stummelaffen kommen in der Demokratischen Republik Kongo vor. Sie bewohnen die zentralen Landesteile südlich des Kongo-Flusses und westlich des Lomami. Ihr Lebensraum sind tropische Regenwälder.

## Lebensweise
Über die Lebensweise ist kaum etwas bekannt, vermutlich stimmt sie mit der der übrigen Roten Stummelaffen überein. Demzufolge sind sie tagaktive Baumbewohner, die selten auf den Boden kommen. Sie leben in großen Gruppen, die sich aus vielen Männchen und Weibchen und den dazugehörigen Jungtieren zusammensetzen. Ihre Nahrung dürfte aus jungen Blättern, Früchten, Samen, Trieben und anderen Pflanzenteilen bestehen.

## Systematik
Die Systematik innerhalb der Gattung der Roten Stummelaffen ist umstritten. Der Thollon-Stummelaffe ist eine von neun Arten, die Wilson & Reeder (2005) auflisten. Andere Quellen fassen die Population mit dem Pennant-Stummelaffen zusammen. Auch die IUCN anerkennt die Art nicht, daher sind keine genauen Angaben zum Gefährdungsgrad möglich. Sie kommen beispielsweise im Nationalpark Salonga vor, sind aber auch hier dem Jagddruck ausgesetzt.